# Разгибатель пальцев
Разгибатель пальцев (лат. Musculus extensor digitorum) — мышца предплечья задней группы.
Мышца имеет веретенообразное брюшко. Располагается непосредственно под кожей, ближе к латеральному краю тыльной поверхности предплечья. С локтевой стороны граничит с локтевым разгибателем кисти и разгибателем мизинца, а с лучевой — с длинным и коротким лучевыми разгибателями запястья.
Мышца начинается от латерального надмыщелка плечевой кости, суставной капсулы локтевого сустава и фасции предплечья. На середине своей длины мышца переходит в четыре сухожилия, которые, пройдя под удерживателем разгибателей, вместе с сухожилием разгибателя указательного пальца окружается влагалищем сухожилий разгибателей пальцев и указательного пальца (лат. vagina tendinum musculi extensoris digitorum et extensoris indicis), достигающим приблизительно середины пястных костей.
Перейдя на кисть, сухожилия соединяются между собой непостоянными тонкими межсухожильными соединениями (лат. connexus intertendinei). У основания проксимальных фаланг II—V пальцев каждое сухожилие заканчивается сухожильным растяжением, которое срастается с суставной капсулой пястно-фалангового сустава. Сухожильные растяжения делятся на 3 ножки, из которых боковые прикрепляются к основанию дистальной фаланги, а средняя — к основанию средней фаланги.

## Функция
Разгибает II—V пальцы и производит разгибание кисти.